# صعده
 صعده،  شهری کوهستانی از توابع استان صَعده در شمال کشور یمن در شبه جزیره عربستان است که در مرز کشور عربستان سعودی واقع شده‌است.

## محصولات زراعی
در این شهر باغ‌ها و محصولات زراعتی مانند: قهوه، القات، النیله، حبوب و بقولات در این شهر فراوان است.